# Josef Walter (Politiker, 1900)
Josef Walter (* 13. Juli 1900 in Herne; † 24. Januar 1974 ebenda) war ein deutscher Politiker und ehemaliger Landtagsabgeordneter (SPD).

## Leben und Beruf
Nach dem Besuch der Volksschule und des Gymnasiums mit dem Abschluss Abitur studierte er an der Universität Köln und an der Verwaltungsakademie in Düsseldorf. Er legte das erste und zweite Staatsexamen ab und arbeitete bei der Stadt Kiel, beim Landesarbeitsamt Westfalen-Lippe und beim Arbeitsministerium in Düsseldorf und als Rechtsanwalt in Herne. Nach 1933 war er aus politischen Gründen 27 Monate inhaftiert.

## Abgeordneter
Vom 20. April 1947 bis zum 4. Juli 1954 war Walter Mitglied des Landtags des Landes Nordrhein-Westfalen. Er wurde jeweils im Wahlkreis 100 Herne direkt gewählt. Dem Rat der Stadt Ludwigshafen gehörte er vor 1933 an. Vom 2. November 1948 bis zum 18. Oktober 1951 war Walter Mitglied des Rates der Stadt Herne und gleichzeitig Oberbürgermeister.